# 팔레스타인 위요지
팔레스타인 위요지(Palestinian enclaves) 지역은 요르단강 서안 지구에서 팔레스타인인이 주권을 가질 것으로 제안된 파편화된 영토이다. 제2차 오슬로 협정에서 A구역과 B구역이 이에 해당되며, 트럼프 평화 계획에서도 팔레스타인국에 파편화된 영토만을 부여하는 것을 제안하였다. 이를 비판하는 사람들은 반투스탄 등의 표현으로 이를 비판하고 있다.

## 같이 보기
- 이스라엘의 점령지
- 팔레스타인 영토
- 이스라엘 전초지